# Imogène McCarthery
Pour les articles homonymes, voir Imogène.
 (août 2021).
Si vous disposez d'ouvrages ou d'articles de référence ou si vous connaissez des sites web de qualité traitant du thème abordé ici, merci de compléter l'article en donnant les références utiles à sa vérifiabilité et en les liant à la section « Notes et références ».
Imogène McCarthery est un personnage de roman policier, héroïne de sept romans policiers de Charles Exbrayat. La plupart des idées de base pour les titres de la série sont fournies à Exbrayat, à sa demande, par Jacques Dubessy (1928-2012), alias Slim Harrisson, avec lequel il signe, sous le pseudonyme commun de Michael Loggan, une série de romans d'espionnage dans la collection Le Masque.

## Romans de la sérieImogène
| Titre                           | Collection | No      | Année | Pages  | ISBN                 |
| ------------------------------- | ---------- | ------- | ----- | ------ | -------------------- |
| Ne vous fâchez pas, Imogène !   | Le Masque  | no 647  | 1959  | 191 p. | (ISBN 2-70241-906-2) |
| Imogène est de retour           | Le Masque  | no 706  | 1960  | 242 p. | (ISBN 2-70242-074-5) |
| Encore vous, Imogène ?          | Le Masque  | no 753  | 1962  | 242 p. | (ISBN 2-70242-077-X) |
| Imogène, vous êtes impossible ! | Le Masque  | no 801  | 1963  | 250 p. | (ISBN 2-70242-076-1) |
| Notre Imogène                   | Le Masque  | no 1070 | 1969  | 190 p. | (ISBN 2702419178)    |
| Les Fiançailles d'Imogène       | Le Masque  | no 1176 | 1971  | 190 p. | (ISBN 2-70242-004-4) |
| Imogène et la Veuve blanche     | Le Masque  | no 1406 | 1975  | 254 p. | (ISBN 2-70242-075-3) |

## Le personnage
Écossaise d'une cinquantaine d'années, Imogène McCarthery est dotée d'une flamboyante chevelure rousse et d'un patriotisme exacerbé qui met à genoux les Anglais les plus coriaces (ses ennemis jurés) et, surtout, le sergent de police Archibald McClostaugh, coupable selon elle d'être né dans les Borders (et non dans les Highlands). 
Au fil des romans, Imogène, tour à tour secrétaire à l'Intelligence Department, agent secret ou détective amateur, entre Londres et son village natal de Callander, provoque une cascade de situations loufoques, entre deux rasades de whisky écossais.

## Adaptations

### À la télévision
- 1970 : Ne vous fâchez pas Imogène, de Lazare Iglésis ; le rôle d'Imogène est interprété par Jacqueline Jefford.
- 1989 : Imogène, série télévisée française en treize épisodes de 90 minutes créée par Michel Grisolia et Martin Lamotte, diffusée entre le 9 janvier 1989 et le 23 décembre 1996 sur TF1[1]. L'action de la série est transposée en Bretagne ; l'héroïne, rebaptisée Imogène Ledantec, est interprétée par Dominique Lavanant et s'oppose à l'adjudant-chef Trouillet, incarné par Jean Benguigui[2].

### Au cinéma
- 2010 : Imogène McCarthery, film français réalisé par Alexandre Charlot et Franck Magnier, avec Catherine Frot dans le rôle-titre. Il s'agit d'une adaptation de Ne vous fâchez pas, Imogène !, premier roman de la série.